# Patrice Chéreau
Patrice Chéreau (Lézigné, Maine-et-Loire, 1944. november 2. – Párizs, 2013. október 7.) kétszeres César-díjas francia filmrendező, forgatókönyvíró, színész és producer. Nemcsak filmeket, hanem színdarabokat és operákat is rendezett. Valójában a színház volt az igazi terepe, számos nagy visszhangot kiváltott előadás fűződik a nevéhez. Színészként a magyar közönség is láthatta olyan, merőben eltérő műfajú filmekben, mint Andrzej Wajda Danton (1983) című történelmi drámája és Michael Mann kalandfilmje, Az utolsó mohikán (1992). (Előbbiben Camille Desmoulins, utóbbiban Montcalm tábornok szerepét játszotta.)

## Pályafutása

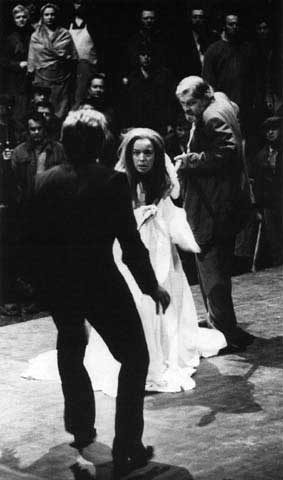
Jelenet A Nibelung gyűrűje befejező darabjából Bayreuthban (Brünnhilde szerepében Gwyneth Jones)

### Színházi rendező
Chéreau Párizsban járt iskolába. Már itt felfigyeltek rá a kritikusok, mivel az oktatási intézmény színházában rendezett és játszott: 15 évesen (!) a párizsi kulturális élet egyik nagy reménységeként tartották számon. Tizenkilenc éves volt, amikor igazi színházban is rendezhetett. 1966-ban Párizs egyik külvárosában, Sartrouville-ben saját társulatot hozott létre, melynek Public Theater lett a neve. Három évvel később rendezett először operát. Az 1970-es évek elején Olaszországban dolgozott, a milánói Piccolo Theatre olyan művészeivel, mint Paolo Grassi és Giorgio Strehler. Legnagyobb visszhangot kiváltott színházi rendezése Richard Wagner A Nibelung gyűrűje című tetralógiájának színrevitele volt 1976-ban, a Bayreuthi Ünnepi Játékok részeként. Az előadást Pierre Boulez vezényelte. A rajongók és a kritikusok meghökkentek azon, hogy Chéreau a közismert germán mítoszra épülő opera cselekményét a 19. századi ipari forradalom idejébe helyezte át, és inkább a drámai, semmint a zenei elemeket hangsúlyozta. Eredeti felfogásával kétségtelenül modernizálta az operajátszási szokásokat. Rendezései mindig eseményszámba mennek, ugyanakkor a konzervatívabb felfogást képviselők élesen bírálják rendhagyó koncepcióját. Wagner tetralógiáján kívül olyan operákat állított még színpadra, mint például Jacques Offenbach Hoffmann meséi, Alban Berg Lulu, Wolfgang Amadeus Mozart Don Giovanni és Cosi fan tutte című alkotásait, valamint a Trisztán és Izoldát ugyancsak Wagnertől. A prózai darabok közül többek között Henrik Ibsen Peer Gynt, Shakespeare Hamlet és Pierre Carlet de Chamblain de Marivaux Két nő között című munkáit vitte színre.

### Filmrendező
Chéreau 1974-ben mutatkozott be filmrendezőként Az orchidea húsa című alkotásával. A film alapjául James Hadley Chase ponyvaregénye szolgált, melyben egy fiatal nő örökségét a környezete úgy akarná megkaparintani, hogy megpróbálják őrültnek nyilvánítani őt. A főszerepeket Charlotte Rampling, Bruno Crémer, Edwige Feuillère, Alida Valli és Simone Signoret játszottak. Signoret volt a főszereplője a Judith Therpauve (1976) című filmnek, amely nagy bukás lett. A történet szerint a ravasz részvényesek úgy kívánnak megmenteni egy vidéki lapot az elbulvárosodástól, hogy az elhunyt főszerkesztő posztját az ellenálló múlttal rendelkező özvegynek ajánlják fel. Az asszony mint új főszerkesztő öntudatosan utasít el minden kommersznek mondható ajánlatot, ám viselkedése nemcsak a lap létét sodorja veszélybe, hanem saját életét is válságba juttatja. Zajos fogadtatásban részesült A sebesült ember (1983) című melodráma, elsősorban azért, mert egy homoszexuális viszony következményeit ábrázolja. A kamaszfiú Henri (Jean-Hugues Anglade) egy pályaudvaron találkozik a férfias Jeannal (Vittorio Mezzogiorno), akibe szenvedélyesen beleszeret, és bármit hajlandó megtenni érte. Jean – aki prostituált – azonban olyan mélységekbe rántja magával a fiút, ahol már saját maga sincsen biztonságban. Az Álruhás komorna (1985) ugyanannak a Marivaux-darabnak (Két nő között) a tévéváltozata, melyet Chéreau színházban is megrendezett. A filmváltozat főszerepeit Jane Birkinre és Michel Piccolira bízta. A Hôtel de France (1987) lényegében Csehov Platonovjának meglehetősen szabad feldolgozása.

Margó királyné (Balról jobbra: Daniel Auteuil, Virna Lisi és Isabelle Adjani)

Nagyszabású vállalkozás volt Id. Alexandre Dumas Margó királyné című történelmi regényének megfilmesítése (1994), amely tulajdonképpen remake, hiszen a műből 40 évvel korábban már forgattak egy filmet. Chéreau egyik vezérmotívuma Luchino Viscontinak – aki szintén rendezett színdarabokat, operákat és filmeket – az Elátkozottak (1969) című alkotásával kapcsolatos rendezői megjegyzése volt: „Egy olyan borzalmas család történetét akarom elmesélni, melyben minden bűn büntetlen marad”. E borzalmas család feje a Margó királynéban Medici Katalin anyakirályné, a Szent Bertalan-éj kieszelője: e szörnyű éjszakán ezrével ölték le a protestánsokat Párizsban és más francia városokban. A történet címszereplője, Margó Medici Katalin leánya, akit anyja a protestáns Navarrai Henrikhez ad nőül, abban a reményben, hogy a hugenották és a katolikusok közötti viszálynak ez a házasság véget vet. Az addig csak a gyönyöröknek élő Margót a körülötte zajló véres események teljesen átformálják, és szembefordítják anyjával és fivéreivel. Chéreau hajlandó volt éveket várni, hogy Isabelle Adjani játszhassa el a főszerepet. A további szerepekben Jean-Hugues Anglade, Vincent Perez, Daniel Auteuil, Pascal Greggory, Asia Argento és Thomas Kretschmann látható, de akiről külön kell szólni, az a Medici Katalint megformáló Virna Lisi. Az 1960-as évek szexbombájának kivételes színészi képességeire csak érett asszony korában figyeltek fel a filmesek: a félig kopasz anyakirálynő szerepét Lisi mély átéléssel játssza el, a borzalmas tettek kiagyalóját, a méregkeverő intrikust éppen olyan hitelesen kelti életre, mint a fájdalomtól összetört anyát, aki szeretett fiát saját ördögi praktikáinak ártatlan áldozataként veszíti el.
Chéreau egyik kedvenc színészével, Pascal Greggoryval játszik A gyapotmezők magányában (1996) című kétszereplős tévéfilmben, mely Bernard-Marie Koltès műve alapján készült. Az Aki szeret engem, vonatra száll (1998) című filmdrámában visszatér a homoszexualitás motívuma. A címbéli mondat egy festőtől (Jean-Louis Trintignant) hangzik el, nem sokkal halála előtt. És valóban, nagyon sokan indulnak el vonaton Limoges-ba, miután értesültek a művész haláláról. Chéreau e különböző habitusú utasokat, a köztük kialakuló kapcsolatokat és feszültségeket ábrázolja, kitűnő színészek közreműködésével. A színészi játék az erőssége a magyar mozikban is vetített Intimitásnak (2001), amely egy titkos viszony nyomasztó históriája Londonban. Az alapszituáció Bernardo Bertolucci Utolsó tangó Párizsban (1972) című filmjére emlékeztet. Egy férfi és egy nő találkoznak, és viszonyt kezdenek egymással egy lakásban. Úgy döntenek, kizárólag a testiségre korlátozzák a kapcsolatukat, ám a férfi megszegi az egyezséget, és titokban követni kezdi a nőt, hogy megismerje annak hétköznapi életét. Az Intimitás merész, mint a rendező legtöbb filmje, ám azokhoz hasonlóan ebből is hiányzik a szeretkezések felszabadult öröme: a testi érintkezés Chéreau filmhősei számára szenvedélyből fakadnak ugyan, de ritkán párosulnak boldogsággal. A 2003-as Son frère két fivér bonyolult kapcsolatát ábrázolja, melyet végérvényesen beárnyékol egyikőjük közelgő halála. A 2005-ös Velencei Filmfesztiválon mutatták be a Gabrielle című Chéreau-filmet, amely a 20. század elején játszódó különös-különleges szerelmi bosszúhistória Isabelle Huppert és Pascal Greggory főszereplésével.

## Közéleti tevékenysége
2007-ben csatlakozott ahhoz a 150 értelmiségi által aláírt kiáltványhoz, amely a szocialista elnökjelölt, Ségolène Royal támogatására szólított fel. Homoszexualitását nyíltan vállalja.

## Filmrendezései
(A vastag betűs alkotásoknak Chéreau írta a forgatókönyvét is.)
- 2009 Hajsza (Persécution)
- 2005 Gabrielle
- 2003 Son frère
- 2001 Intimitás (Intimacy)
- 1998 Aki szeret engem, vonatra száll (Ceux qui m'aiment prendront le train)
- 1996 A gyapotmezők magányában (Dans la solitude des champs de coton) (tévéfilm)
- 1994 Margó királyné (La Reine Margot)
- 1994 Wozzeck (tévéfilm)
- 1992 Le temps et la chambre (tévéfilm)
- 1991 A felejtés ellen (Contre l'oubli) (társrendezők: Jean-Luc Godard, Jean-Michel Carré, Michel Piccoli, Alain Resnais, Patrice Leconte, Constantin Costa-Gavras, Henri Cartier-Bresson, Alain Corneau és Michel Deville)
- 1987 Hôtel de France
- 1985 Álruhás komorna (La Fausse suivante) (tévéfilm)
- 1983 A sebesült ember / A megsebzett férfi (L’homme blessé)
- 1978 Judith Therpauve
- 1975 Az orchidea húsa (La chair de l'orchidée)